# Братское море (Братск)
Братское море — бывшие разъезд, станция и посёлок Падунского района города Братска Иркутской области, Россия. В настоящее время остановочный пункт электропоездов Вихоревской дистанции Восточно-Сибирской железной дороги. Расположен на возвышенности недалеко от берега Братского водохранилища.

## История
Посёлок основан в 1961 году для обслуживания железнодорожного разъезда «Братское море».
В 1961 году на 315-м километре вновь построенного железнодорожного обхода ложа будущего водохранилища был создан железнодорожный разъезд «Братское море» со станцией, пассажирским вокзалом, и сопутствующей индивидуальной застройкой для сотрудников разъезда.
В 1970-х годах пассажирский вокзал был закрыт и законсервирован на многие годы, до его сноса в 1997 году.
27 декабря 1973 года, в соответствии с Указом Президиума Верховного Совета РСФСР, посёлок вошёл в состав вновь образованного Падунского района города Братска. При этом инфраструктура посёлка (водопровод, магазин) осталась на балансе Братского отделения ВСЖД (НОД-4).
Во второй половине 1970-х, с постройкой второго железнодорожного пути, станция утратила своё значение в качестве разъезда.
Одновременно с постройкой второго железнодорожного пути, в непосредственной близости от посёлка было начато строительство спрямляющего участка автомобильной трассы Р419. Были построены 3 км трассы, состоящей из двух двухполосных проезжих частей, и путепровод над железнодорожными путями перегона Галачинский — Братское Море ВСЖД, после чего дальнейшее строительство было заморожено на долгие годы, а проезд автотранспорта по этому участку был официально запрещён. И только в середине 1990-х годов, в рамках реконструкции автомобильной трассы Р419, при строительстве 34-х километров новой спрямляющей трассы, этот участок наконец был задействован, и введён в эксплуатацию официально.
В 1980-х годах инфраструктура посёлка была представлена одним магазином смешанного типа (ОРС НОД-4 ВСЖД) и одноимённой железнодорожной станцией. На станции останавливались электропоезда и пассажирские не скорые поезда дальнего следования. До ввода в эксплуатацию спрямляющего участка автомобильной трассы Р419, сообщение жителей посёлка с внешним миром осуществлялось либо железнодорожным транспортом, либо автобусами, официальная остановка которых располагалась в полукилометре от посёлка (к остановке вела тропа через лесной массив).
В 1997 году станция была закрыта, здание станции законсервировано, здание вокзала снесено, остановка поездов дальнего следования отменена. Позднее, при строительстве жилого района Южный Падун, Братское Море фактически вошло в его состав.
В настоящее время о существовавшем когда-то населённом пункте «Братское море» напоминают только одноимённые остановочный пункт электропоездов на месте бывшей станции и автобусная остановка на автомобильной трассе «Вилюй».

## Происшествия
13.08.1980 года на 312 км перегона Галачинский — Братское Море, в трёх км от посёлка, произошло крушение поезда сообщением Красноярск — Лена.